# Benedykt Daswa
Benedykt Daswa (właśc. Benedict Daswa) (ur. 16 czerwca 1946 w Mbahe; zm. 2 lutego 1990 w Mbahe) – południowoafrykański nauczyciel, błogosławiony Kościoła katolickiego.
Urodził się 16 czerwca 1946 jako pierwszy z pięciorga dzieci. Pochodził z plemienia Lemba, które należało do tzw. „Czarnych Żydów”. Rodzice nazwali go „Tshimangadzo” (ktoś z władzą czynienia cudów), po rozpoczęciu szkoły otrzymał imię Samuel. Po śmierci ojca spadła na niego odpowiedzialność za matkę i rodzeństwo. Przez pewien czas pracował w Johannesburgu, gdzie zetknął się z katolicyzmem. Dnia 21 kwietnia 1963, w wieku 17 lat, przyjął chrzest i przybrał imię Benedykt. W 1973 rozpoczął pracę nauczyciela, a 1 stycznia 1979 został dyrektorem szkoły podstawowej w wiosce Nweli. 
Dnia 9 sierpnia 1980 zawarł związek małżeński z Shadim Evelyn Monyai, z którą dwa lata wcześniej wziął ślub cywilny. Jego wybranka nie była katoliczką, więc musiał poczekać aż przyjmie ona sakrament chrztu. Benedykt wraz z żoną mieli ośmioro dzieci. Był wzorowym mężem oraz ojcem, jak i również uwielbiała go młodzież. Pod nieobecność kapłana nieraz prowadził modlitwy i pomagał w okolicy budować kościoły. Był przeciwny praktykowaniu magii. Ponieważ stanowczo odmówił brania udziału w rytuałach wypędzania czarownic i nie dał na to pieniędzy, 2 lutego 1990 roku, gdy jechał samochodem, mieszkańcy zastawili na niego pułapkę. Benedykt schronił się w mieszkaniu sąsiadki. Po kilku godzinach wyszedł do oprawców, został zamordowany, a jego ciało wrzucono do wrzącej wody. 10 lutego 1990 odbyła się msza żałobna, na której zebrało się kilkunastu kapłanów i mieszkańców. 
W latach 2000–2009 w Tzaneen trwał proces beatyfikayjny, ówczesny nuncjusz apostolski w RPA przekazał dokumenty do Watykanu. W 2009 roku Benedykt XVI rozpoczął jego proces beatyfikacyjny. 22 stycznia 2015 papież Franciszek zgodził się na promulgowanie dekretu o uznaniu jego męczeństwa. Jego beatyfikacja odbyła się 13 września 2015 w Tshitanini w prowincji Limpopo w obecności jego rodziny, w tym jego matki.
Jego wspomnienie liturgiczne obchodzone jest 1 lutego (dies natalis).   